# Lovilia
Lovilia és una població dels Estats Units a l'estat d'Iowa. Segons el cens del 2000 tenia 583 habitants.

## Demografia
Segons el cens del 2000, Lovilia tenia 583 habitants, 228 habitatges, i 163 famílies. La densitat de població era de 450,2 habitants/km².
Dels 228 habitatges en un 39,9% hi vivien nens de menys de 18 anys, en un 57,5% hi vivien parelles casades, en un 11% dones solteres, i en un 28,5% no eren unitats familiars. En el 26,8% dels habitatges hi vivien persones soles el 15,8% de les quals corresponia a persones de 65 anys o més que vivien soles. El nombre mitjà de persones vivint en cada habitatge era de 2,56 i el nombre mitjà de persones que vivien en cada família era de 3,08.
Per edats la població es repartia de la següent manera: un 31,4% tenia menys de 18 anys, un 6,9% entre 18 i 24, un 29,7% entre 25 i 44, un 17,5% de 45 a 60 i un 14,6% 65 anys o més.
L'edat mediana era de 33 anys. Per cada 100 dones de 18 o més anys hi havia 95,1 homes.
La renda mediana per habitatge era de 35.577 $ i la renda mediana per família de 39.038 $. Els homes tenien una renda mediana de 31.538 $ mentre que les dones 19.712 $. La renda per capita de la població era de 14.978 $. Entorn del 6,4% de les famílies i el 7,3% de la població estaven per davall del llindar de pobresa.

## Poblacions més properes
El següent diagrama mostra les poblacions més properes.